# 克賴尼島
克賴尼島是俄羅斯的島嶼，屬於北地群島的一部分，位於共青團員島西北4.2公里的喀拉海，由克拉斯諾亞爾斯克邊疆區負責管轄，長1.3公里、寬0.55米，最高點海拔高度11米，島上無人居住。